# Spodocybe
Spodocybe is een geslacht van schimmels behorend tot de familie Hygrophoraceae. Het bevat alleen de soort Spodocybe rugosiceps.

## Soorten
Volgens Index Fungorum telt het geslacht zes soorten (peildatum november 2022):
| Soortnaam                                    | Auteur(s)                             | Publicatiejaar |
| -------------------------------------------- | ------------------------------------- | -------------- |
| Spodocybe bispora                            | Z.M. He & Zhu L. Yang                 | 2021           |
| Spodocybe collina                            | (Velen.) Vizzini, P. Alvarado & Dima  | 2021           |
| Spodocybe fontqueri                          | (R. Heim) Vizzini, P. Alvarado & Dima | 2021           |
| Spodocybe herbarum                           | (Romagn.) Vizzini, P. Alvarado & Dima | 2021           |
| Spodocybe rugosiceps                         | Z.M. He & Zhu L. Yang                 | 2021           |
| Spodocybe trulliformis (Grauwe trechterzwam) | (Fr.) Vizzini, P. Alvarado & Dima     | 2021           |